# Fremont (Indiana)
Fremont es un pueblo ubicado en el condado de Steuben en el estado estadounidense de Indiana. En el Censo de 2010 tenía una población de 2138 habitantes y una densidad poblacional de 371,67 personas por km².

## Geografía
Fremont se encuentra ubicado en las coordenadas 41°43′49″N 84°56′5″O / 41.73028, -84.93472. Según la Oficina del Censo de los Estados Unidos, Fremont tiene una superficie total de 5.75 km², de la cual 5.74 km² corresponden a tierra firme y (0.27%) 0.02 km² es agua.

## Demografía
Según el censo de 2010, había 2138 personas residiendo en Fremont. La densidad de población era de 371,67 hab./km². De los 2138 habitantes, Fremont estaba compuesto por el 98.55% blancos, el 0.23% eran afroamericanos, el 0.23% eran amerindios, el 0.28% eran asiáticos, el 0% eran isleños del Pacífico, el 0.37% eran de otras razas y el 0.33% pertenecían a dos o más razas. Del total de la población el 1.82% eran hispanos o latinos de cualquier raza.